# Ecuato Guineana de Aviación
Ecuato Guineana de Aviación is een luchtvaartmaatschappij uit Equatoriaal-Guinea met haar thuisbasis in Malabo.

## Geschiedenis
Ecuato Guineana de Aviación is opgericht in 1986 en overgenomen door Spanair in 2000.

## Vloot
De vloot van Ecuato Guineana de Aviación bestaat uit:(mei 2007)
- 1 Yakolev Yak-40()
- 1 Embraer ERJ-145